# Юлий (Три богатыря)
Ю́лий (полное имя — Гай Ю́лий Це́зарь) — мультяшный персонаж российской франшизы мультфильмов «Три богатыря». Один из самых популярных персонажей франшизы, который в конце 2020 года получил свой сольный фильм.

## Характеристика
Юлий — говорящий богатырский конь (озвучивает актёр Дмитрий Высоцкий), умеет читать. Характер — добрый, болтливый, приставучий, умный.
Появляется уже в первом фильме франшизы: его для младшего богатыря Алёши Поповича (которому, как любому богатырю, нужен конь), достаёт его дядька Тихон — покупает у цыган. Прошлое коня неизвестно; по его словам, он был украден цыганами, а до этого он жил «при храме новгородском». Полное имя коня — Гай Юлий Цезарь; он назвал себя так в честь римского императора-полководца.
В библиотеке при храме начитался «множество книг занятных» и поэтому обладает богатой (но зачастую поверхностной и бесполезной) эрудицией, по замечанию критиков, это его «фирменная бестолковость».
Для коня он очень образованный, часто прямо цитирует тех или иных писателей, хотя в своих знаниях зачастую весьма поверхностен («Как я обожаю Германию, особенно Лондон… Как там Монмартр?»), при этом очень самоуверен («Мы, кони, — основа прогресса и шахмат!»).
В сюжете мультфильма конь Юлий формально является ездовым конём богатыря Алёши Поповича, но фактически по прямому назначению его используют редко, более того, «чаще, наоборот, богатырь несёт коня на себе» и для этих целей Юлий заводит собственного компаньона — трудолюбивого и молчаливого ослика Моисея, на спине которого периодически оказываются различные спутники Алёши.
Конь Юлий — не просто спутник богатыря, он является особым типом героя, эволюционируя от образа богатырского коня к образу трикстера, зоо- и отчасти антропоморфного комического дублёра главного героя, наделённый чертами плута и озорника.
Часто проявляет свою богатую эрудицию для решения (хотя выходит наоборот — для создания) проблем: пытается провести физические расчёты для перехода через реку («Я предлагаю так. Здесь подсечный механизм, нам понадобится несколько деревьев. Делаем расчёт: сила тяжести, сила ускорения…»), цитирует китайского стратега Сунь-цзы («Мы с Моисеем считаем, что лучшая битва — это та, которой не было!») и другие.

Конь Юлий — единственный в цикле «богатырских» мультфильмов говорящий конь. Его речь отличается недюжинным лексическим богатством, она весьма разнообразна в стилистическом и интонационном отношениях, демонстрирует многообразие коммуникативных приемов. Он примеряет на себя коммуникативные роли парламентера (пытается уладить конфликты разговором, а не силой), руководителя (указывает героям, что делать) и советчика при богатыре. В обращённых к Алёше Поповичу и его спутникам репликах нередко звучит ирония.— Триво В. С. — Вербализация образа богатырского коня: от былины к мультфильму // Вестник Череповецкого государственного университета, 2020
На протяжении 20 лет съёмок франшизы характер коня в целом не претерпевает изменений:

Он, конечно, всё так же треплется до беспамятства, трусливо прячется за широкие плечи богатырей при малейшей опасности и с завидным постоянством переоценивает свои способности (и все вышеперечисленное всё ещё кажется довольно забавным).— Алёна Попова, сайт «КиноАфиша»

## Мультфильмы
- Алёша Попович и Тугарин Змей (2004)
- Три богатыря и Шамаханская царица (2010)
- Три богатыря на дальних берегах (2012)
- Три богатыря. Ход конём (2014)
- Три богатыря и морской царь (2016)
- Три богатыря и принцесса Египта (2017)
- Три богатыря и наследница престола (2018)
- Конь Юлий и большие скачки (2020)
- Три богатыря и Конь на троне (2021)
- Три богатыря и Пуп Земли (2023)
- Три богатыря. Ни дня без подвига (2024)
- Три богатыря. Ни дня без подвига 2 (2025)
- Три богатыря и свет клином (2025)

## Признание
В 2017 году конь Юлий выиграл в номинации «Лучший герой российского анимационного фильма» премии в области анимации «Мультимир» (фильм «Три богатыря и морской царь»).
В 2019 году конь Юлий стал детским аудиогидом Русского музея в экскурсиях по легендам и сказкам в русском искусстве, рассказывая о картинах из собрания музея — «Богатырь» Михаиля Врубеля, «Витязь на распутье» Виктора Васнецова, «Садко» Ильи Репина и других произведениях.